# Bleke franjehoed
De bleke franjehoed (Candolleomyces candolleanus) is een paddenstoel uit de familie Psathyrellaceae. De paddenstoel leeft van op de bodem liggend of begraven dood loofhout. Hij groeit vaak in bundels of groepen bij elkaar.

## Kenmerken

### Uiterlijke kenmerken
Hoed
De hoed heeft een doorsnede van 2,5 tot 5 cm. De vorm is klokvormig bij jonge exemplaren, daarna wijd uitgespreid en vrij vlak. De hoed is hygrofaan; hij is aanvankelijk beigegeel of geelbruin maar verkleurt snel naar witachtig. Het oppervlak is vaak enigszins radiaal gerimpeld. Jonge exemplaren zijn deels bedekt met een wit, spinnenwebachtig  velum dat aan de rand als rafels behouden blijft.
Lamellen
De lamellen zijn onregelmatig radiaal, staan dicht opeen en zijn smal aan de steel gehecht.  De kleur gaat van witachtig naar grijslila en ten slotte chocoladebruin.
Steel
De steel heeft een lengte van 4 tot 6 cm en een omvang van 4 tot 5 mm. Hij is cilindrisch, witvezelig, hol en broos.
Geur en smaak
Er is een onopvallende paddenstoelgeur waarneembaar en de smaak is weinig uitgesproken. Eetbaar.
Sporenprint
De sporenprint is paarsbruin.

### Microscopische kenmerken
De basidia zijn 4-sporig. De sporen zijn glad, bijna zwart (paars-bruin), ellipsvormig, met een afgeknot einde en hebben een afmeting van 6,5-8 × 4-5,5 µm (gemiddeld 7-8,3 × 4,1-5 µm. In KOH worden ze donkerbruin. De sacculaire (zakvormige) tot knotsvormige of ongeveer cilindrische cheilocystidia (lamelrand) zijn overvloedig aanwezig, terwijl de pleurocystidia (lameloppervlak) afwezig zijn. De cheilocystidia zijn verdikt en hun grootte is ongeveer 50 × 15 µm.

## Verspreiding
De bleke franjehoed komt voor op alle continenten behalve Antarctica en Afrika (maar wordt wel gevonden op de Canarische Eilanden). Het is wijdverbreid en frequent voorkomend in Centraal-Europa. 
In Nederland en België komt de soort algemeen voor. Hij is niet bedreigd.

## Foto's

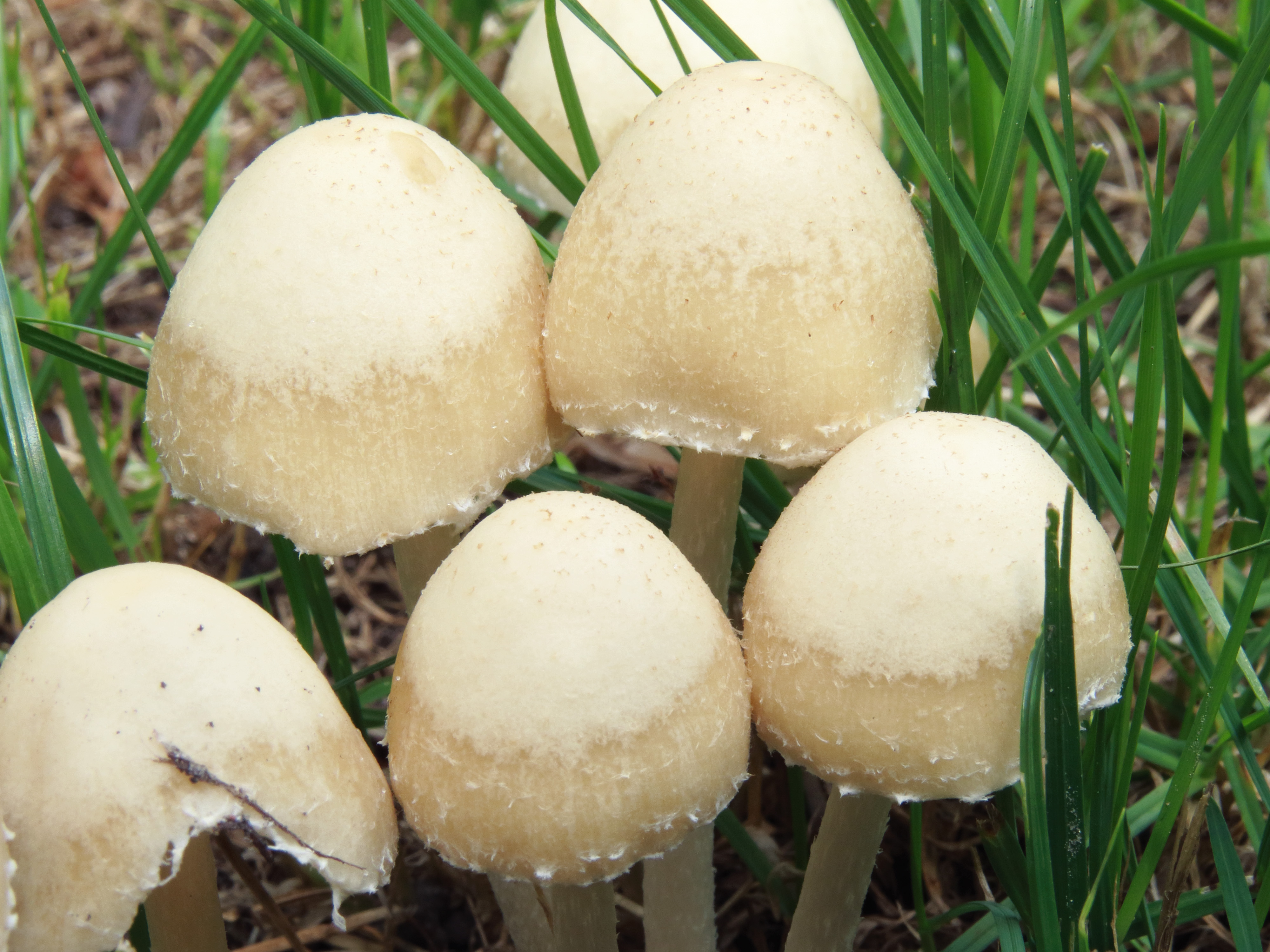
Jong groepje
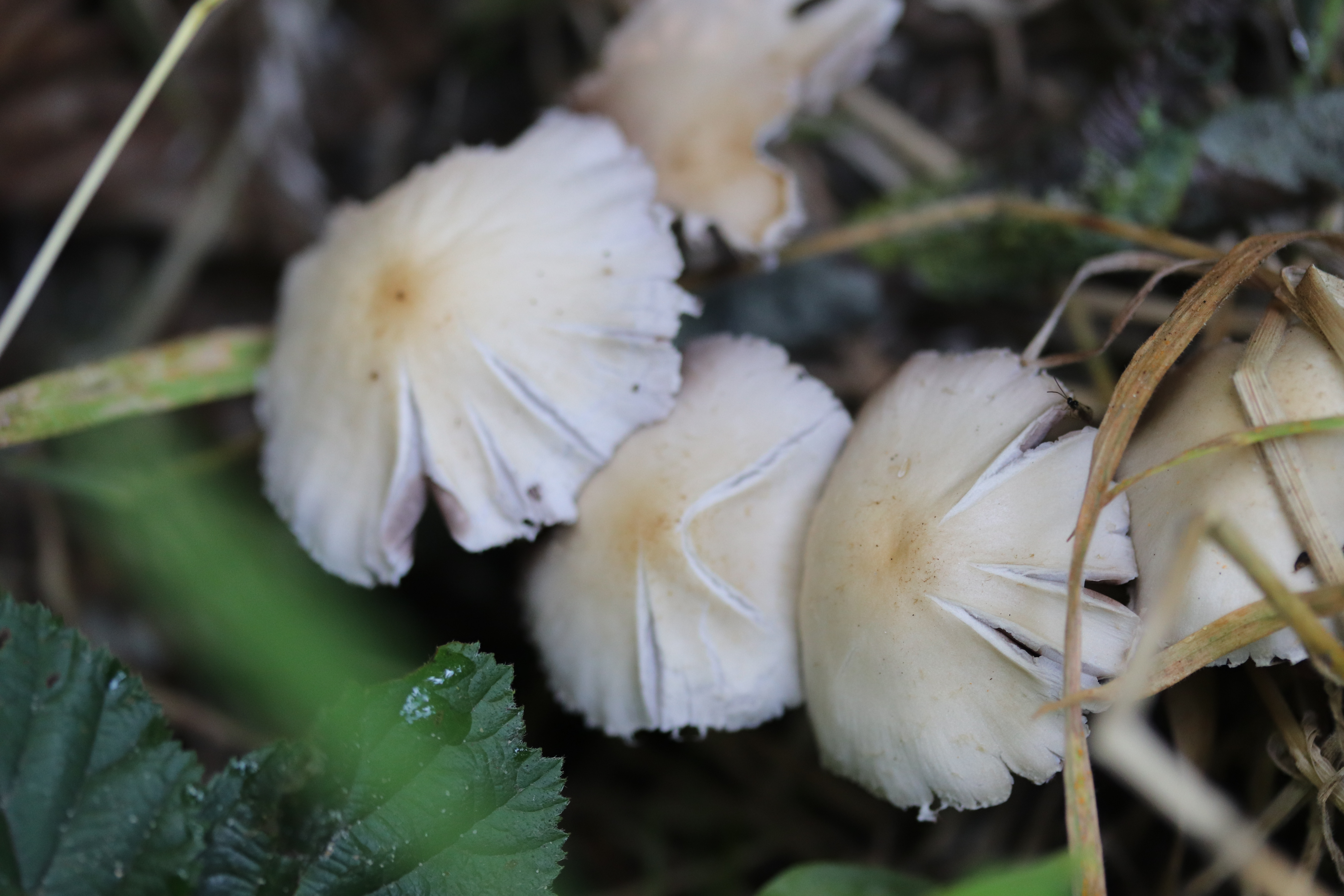
Ouder groepje
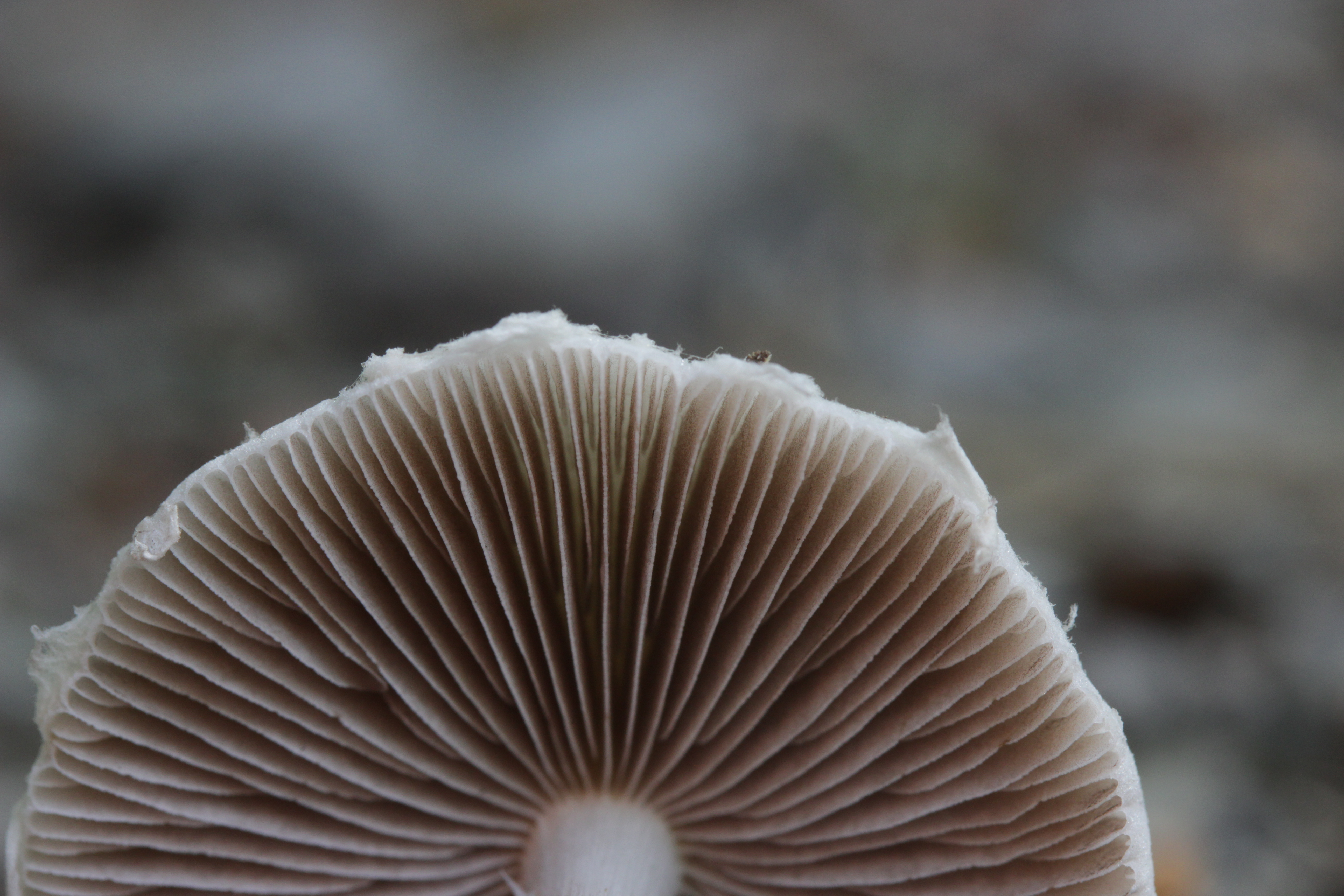
Lamellen
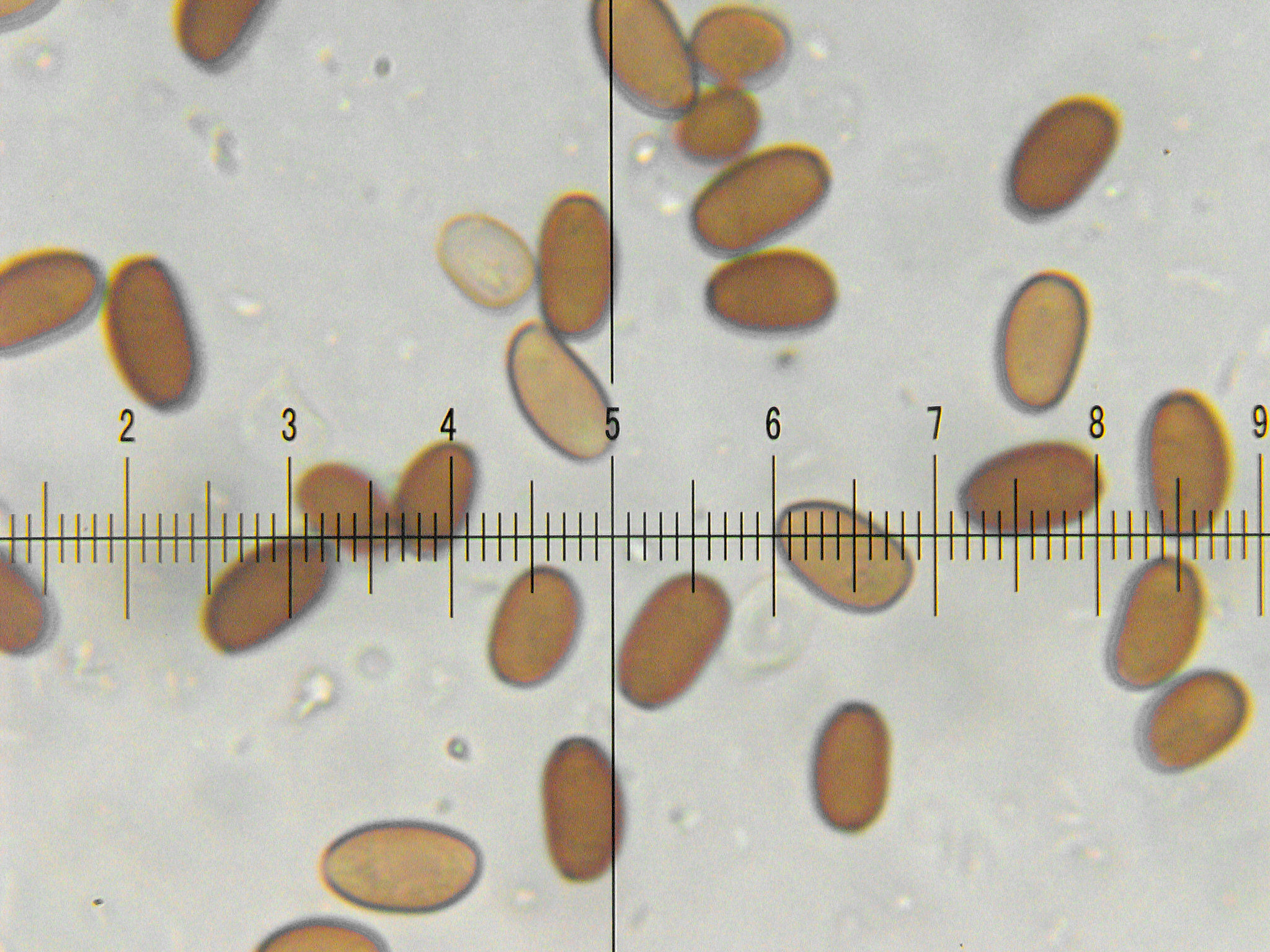
Sporen
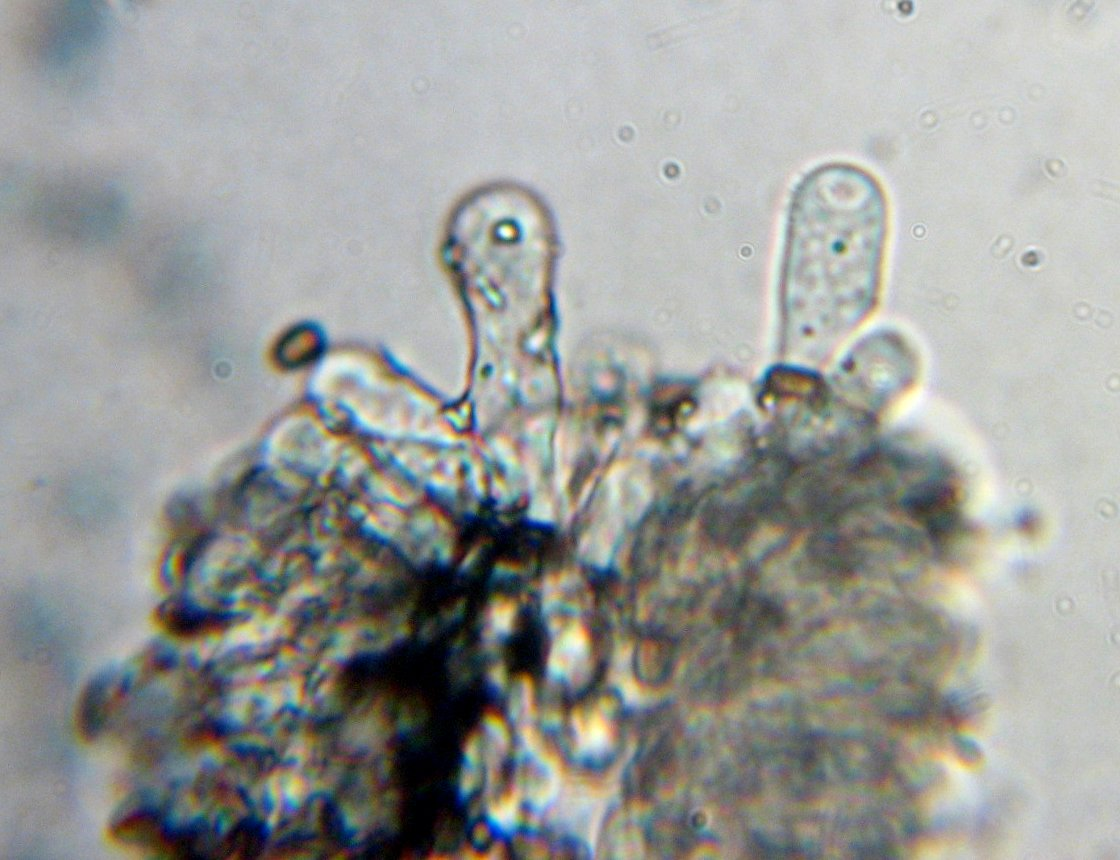
Cheilocystidia
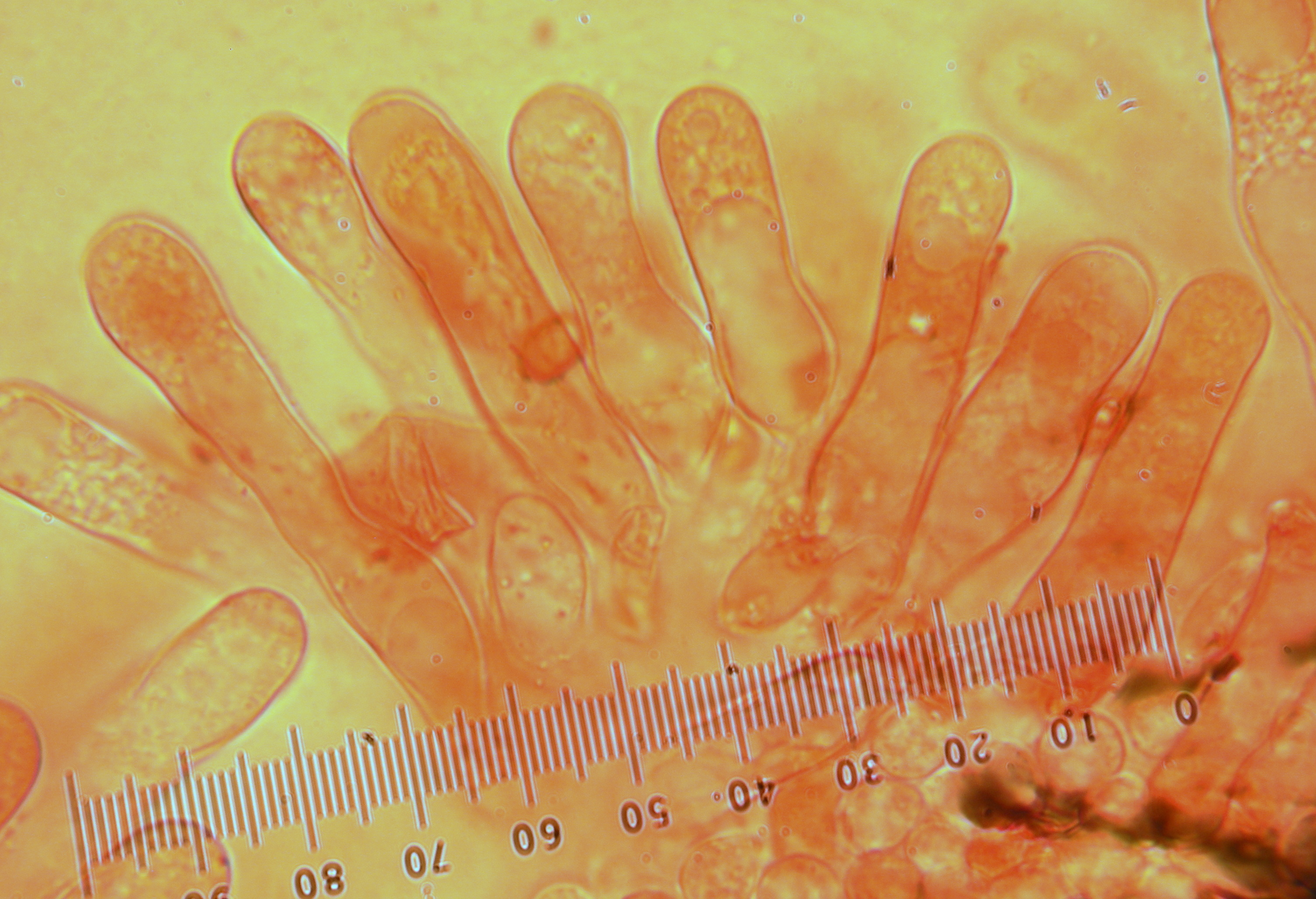
Cheilocystidia gekleurd met congorood